# Beinasco Open
Il Beinasco Open è un torneo professionistico di tennis giocato su campi in terra rossa indoor. Fa parte dell'ITF Women's Circuit. Si gioca annualmente a Beinasco in Italia.

## Albo d'oro

### Singolare
| Anno | Campionessa         | Finalista             | Punteggio     |
| ---- | ------------------- | --------------------- | ------------- |
| 2014 | Anastasia Grymalska | Anastasіja Vasyl'jeva | 7–6(7–5), 6–3 |

### Doppio
| Anno | Campionesse                           | Finaliste              | Punteggio         |
| ---- | ------------------------------------- | ---------------------- | ----------------- |
| 2014 | Nicole Clerico Giulia Gatto-Monticone | Jocelyn Rae Anna Smith | 6–1, 5–7, [13–11] |